# Pelecyphora macromeris
Pelecyphora macromeris es una cactácea comúnmente llamada en algunos lugares Doña Ana.

## Lugar de origen
Nuevo México y Texas, EE. UU. y Chihuahua, Coahuila, Durango y Zacatecas, México.

## Descripción
Planta normalmente formando grupos, a menudo de 15 cm de alto y 1 m de ancho. Raíz axonomorfa, carnosa. Tallo globoso cilíndrico, un poco flácido, verde azulado a gris, de 22 cm de alto y 3 a 8 cm de diámetro. Tubérculos muy prominentes, estrechamente cónicos, suaves, de 1,5 cm de largo. Surcos extendidos solamente a medio camino de las axilas, a veces con glándulas. De 1 a 4 espinas centrales, oscuras, ligeramente flexibles y encurvadas de 3 cm de largo; de 9-15 espinas radiales, delgadas, color crema de 2 cm de largo. Flores rojizas de 3-5 cm de largo y 5-7 cm de diámetro. Fruto verde de 2,5 cm de largo.

## Cultivo
Se multiplica mediante semillas y macollos.

## Observaciones
Los rarámuri usaban este cactus en las ceremonias religiosas, contiene el alcaloide macromerina. Hay una variedad llamada runyonii de 7,5 cm de alto y se encuentra solamente en las planicies de Río Grande, EE. UU. Temperatura media mínima 10 °C. Poco riego en verano, seco en invierno. Sol moderado en verano.

## Taxonomía
Pelecyphora macromeris fue descrita por (Engelmann) D.Aquino & Dan.Sánchez y publicado en PhytoKeys 188: 136  en el año 2022.
Etimología
Pelecyphora: nombre genérico que deriva del griego y significa "portador de hacha", haciendo referencia a las verrugas en forma de hacha que presentan los tallos de la planta.
macromeris: epíteto de las palabras griegas: makro =  "grande" y meoris = "parte",  y que posiblemente, se refiere a su gran perianto.
Sinonimia
- Mammillaria macromeris
- Lepidocoryphantha macromeris
- Coryphantha runyonii
- Lepidocoryphantha runyonii
- Coryphantha pirtlei[5]